# Green Bay (Llac Michigan)
Green Bay és un braç del llac Michigan, situat al llarg de la costa sud de la Península Superior de Michigan i la costa est de Wisconsin. Està separat de la resta del llac per la península Door a Wisconsin, la península Garden a Michigan i la cadena d'illes entre elles, totes formades per l'escarpament del Niàgara. Green Bay amida unes 120 milles (193 km) de llargada, amb una amplada que oscil·la entre 10 a 20 milles (16 a 32 km); i una superfície de 1,626 milles quadrades (4,210 km2).
A l'extrem sud de la badia hi ha la ciutat de Green Bay, on el riu Fox desemboca a la badia. El pont commemoratiu de Leo Frigo (abans conegut com el pont de Tower Drive) abasta el punt on comença la badia i acaba el riu Fox, ja que el riu flueix de sud a nord a la badia. Al voltant de la meitat de la badia es troben la Sturgeon Bay i el riu Peshtigo. Sturgeon Bay serveix com a drecera per a què els grans vaixells l'usin per a vorejar la península de Door, mentre que el riu Peshtigo serveix per a Peshtigo i Crivitz. Localment, la badia s'anomena Bay of Green Bay per distingir-la de la ciutat.
La badia ocupa parcialment cinc comtats de Wisconsin (Brown, Door, Kewaunee, Marinette, Oconto) i dos de Michigan (Delta i Menominee).

## Història

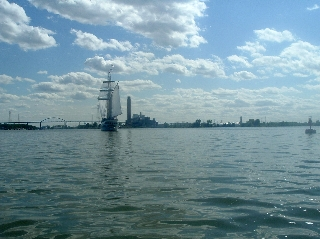
Un vaixell alt navegant cap a la desembocadura del Riu Fox

A Oconto hi ha el Copper Culture State Park, amb restes datades al voltant del 5000-6000 aC. És un cementeri de la Copper Culture (cultura del coure). Aquest cementiri es considera el cementiri més antic de Wisconsin i un dels més antics de la nació. Els Ho-Chunk creuen que es van crear a les costes de Green Bay en un lloc anomenat Red Banks.
El jesuïta francès, sacerdot catòlic romà i missioner, el pare Claude-Jean Allouez va dir la primera missa a Oconto el 3 de desembre de 1669.
L'explorador francès Jean Nicolet anomenà la badia com la baie des Puants (literalment en francès, "la badia dels pudents") tal com testimonien molts mapes francesos dels segles XVII i XVIII. George R. Stewart creu que els francesos adaptaren el terme dels seus guies indis, amb el que anomenaven els Ho-Chunk que vivien prop de Green Bay amb una paraula despectiva que significava "Stinkers" (pudents en català), per tant la badia era la "Bay of the Stinkers". Aquest nom va deixar perplexos els francesos, i Jacques Marquette cregué que el nom podria derivar de l'olor dels pantans quan explorà la zona el maig del 1673. El seu company explorador Louis Joliet, amb dues canoes i cinc voyageurs d'ascendència franco-índia (métis) anaven camí de trobar el riu Mississipi. Remuntaren el riu Fox, gairebé fins a la seva capçalera. Els francesos també anomenaren la badia Baie Verte (badia verda), i els anglesos n'adaptaren el nom com Green Bay. El nom de la badia en la llengua menominee és Pūcīhkit, o "badia que fa olor a alguna cosa podrida".
El 1671 i el 1673, Louis André i Jacques Marquette descrigueren les fluctuacions del nivell de l'aigua de la badia i en discutiren les seves possibles causes.

## Geologia i ecologia
S'han trobat nòduls de ferromanganès a la badia. amb aparició de todorokita a l'interior dels nòduls.
Hi ha nombrosos esculls de roca mare emergits al passatge de la Porte des Mortes i a la badia.
Al nord de la península, l'aigua tèbia de Green Bay desemboca al llac Michigan a la superfície, mentre que, al mateix temps, l'aigua freda del llac entra a Green Bay per les profunditats.
Un estudi analitzà el contingut de l'estómac dels peixos, es va trobar que Sander vitreus menjaven entre el 5 i el 6% i Coregonus clupeaformis i Perca flavescens al llarg d'un any. No obstant això, al sud de l'illa Chambers, Sander vitreus menja considerablement més peix blanc de llac al maig i juny. Es va trobar que Sander vitreus menjava més perca groga anualment, però no més del 15% de la seva dieta general durant un mes en particular.
Sander vitreus i el peix blanc del llac a Green Bay en la seva majoria no competeixen per la mateixa presa, especialment al sud de l'illa Chambers. C. clupeaformis i la perca groga a la badia competeixen fortament per la mateixa presa al sud de l'illa Chambers, i competeixen moderadament al nord d'aquesta.

## Preocupacions mediambientals
Segons l'Agència de Protecció Ambiental (EPA) "Les àrees de preocupació estan designades per la Comissió Conjunta Internacional com a àrees geogràfiques de la conca dels Grans Llacs que tenen una degradació ambiental severa. Hi ha 43 àrees de preocupació amb 26 als Estats Units, 17 al Canadà i cinc compartides pels dos països".

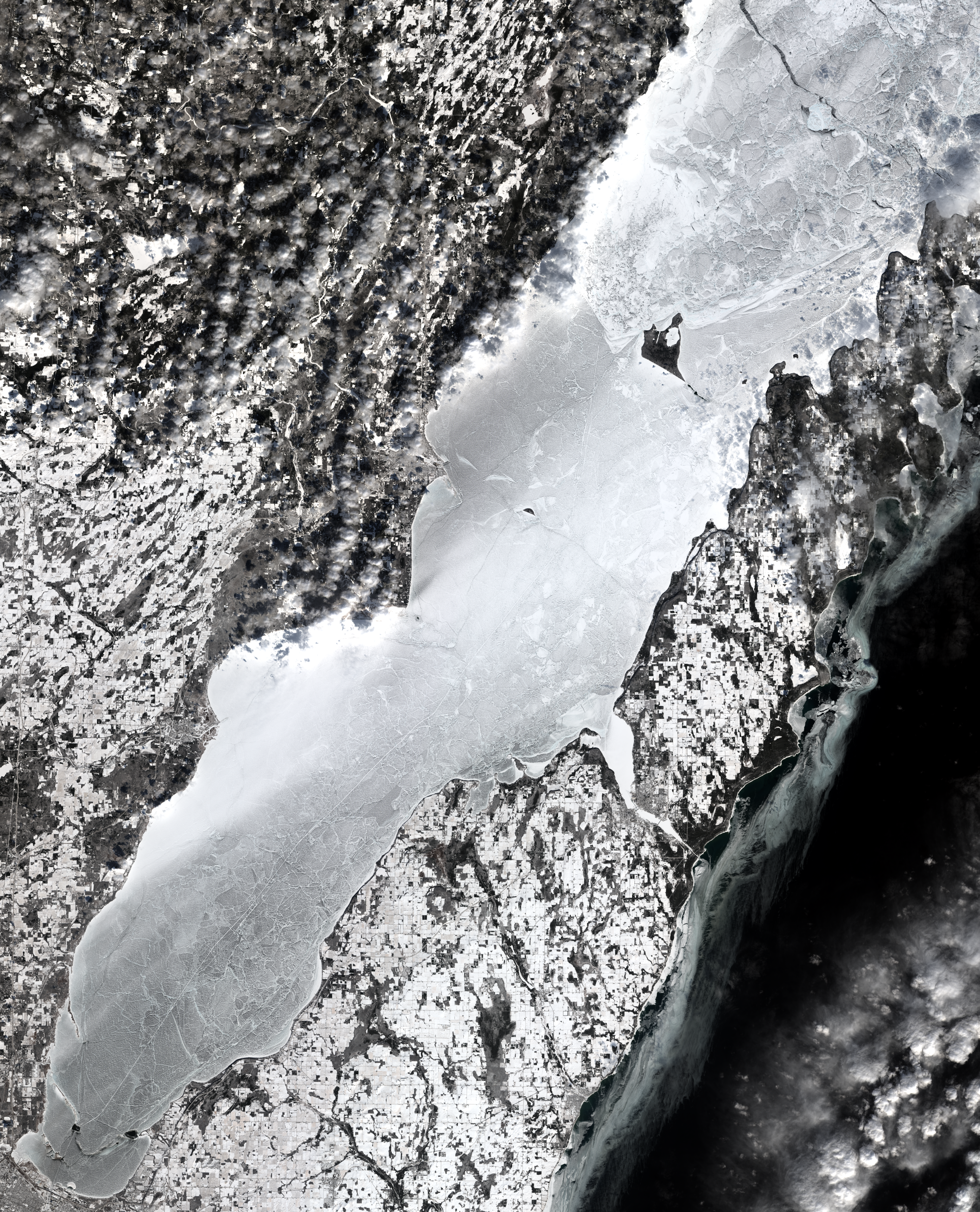
Encara que les parts inferior i superior de la badia estan separades per l'illa Chambers (a dalt a la dreta), la vora nord-est de l'àrea de preocupació acaba molt més avall a la badia a Long Tail Point (a baix a l'esquerra). Presa pel Landsat 8 el 25 de febrer de 2022.

La zona de preocupació de la part inferior de Green Bay inferior va ser designada el 1987 en virtut de l'acord de qualitat de l'aigua dels Grans Llacs.
Va ser designat per aquestes fonts de contaminació:
- Afectat per la contaminació d'escorrentia de zones urbanes i rurals, abocaments d'aigües residuals municipals i industrials i hàbitats degradats.
- La industrialització va ser un factor important en aquesta contaminació
- Alta terbolesa, sedimentació, oxigen dissolt fluctuant, freqüents floracions d'algues, poblacions degradades de peixos/fauna salvatge/plantes i impactes tòxics adversos.
- Aquesta àrea de preocupació és un entorn poc profund que té un sistema de reciclatge ràpid que també contribueix a problemes de qualitat de l'aigua

La zona morta estacional a la part baixa de la badia pot haver-se allargat entre 2009 i 2015.

### Deficiències d'ús beneficiós
Els deterioraments d'ús beneficiós (Beneficial Use Impairments, BUI) són un canvi en la integritat química, física o biològica del sistema dels Grans Llacs suficient per provocar una degradació ambiental important. La Comissió Conjunta Internacional va identificar 14 BUI que s'enumeren a continuació. Totes les BUI que s'han designat per a una àrea de preocupació s'han d'eliminar perquè l'àrea de preocupació es consideri restaurat i comenci el procés de retirada de la llista.
BUI de Green Bay:
- Restriccions al consum del peixos i altres éssers vius
- Contaminació del sabor del peix i altres éssers vius
- Degradació de les poblacions de peixos i altres éssers vius
- Tumors o altres deformitats en els peixos
- Degradació estètica
- Restricció a les activitats de dragatge
- Pèrdua d'hàbitat dels peixos i altres éssers vius
- Deformitats d'ocells/animals o problemes reproductius
- Excés de nutrients per contaminants
- Restriccions al consum d'aigua potable, o sabor i olor
- Tancaments de platges
- Degradació de poblacions de microorganismes

### Cronologia de la restauració
Des de 1988 s'han implementat o iniciat més de tres quartes parts de les 120 accions correctives recomanades pel pla d'acció correctiva del Lower Green Bay .
La industrialització fou un important factor pel que fa a la contaminació del Lower Green Bay; hi contribuïren significativament els efluent de l'aigua terrestre (agricultura, tala, indústria), alta terbolesa, sedimentació, freqüents floracions d'algues, poblacions degradades de peixos/fauna salvatge/plantes i impactes tòxics adversos.
- 1988: Es publica la primera etapa del pla d'acció
- 1993: Actualització del pla d'acció, es publica el progrés actual i s'identifiquen els objectius futurs
- 2003: USFWS publica un pla d'avaluació i restauració ambiental per a l'àrea de preocupació
- 2003-2008: E.Coli mesurat constantment a les platges, mostra que la salut general és bona, però calen més projectes per retirar-los de la llista
- 2009: Wisconsin DNR identifica objectius de retirada de la llista per a cadascun dels BUI
- 2010-2011: s'aproven lleis per reduir/prohibir el fòsfor als materials domèstics, reduir l'escorrentia de fòsfor de les granges i establir nous estàndards de qualitat de l'aigua.
- 2011: es publica l'actualització del pla d'acció de l'etapa 2, que descriu les accions clau realitzades des de 199 i s'identifiquen projectes futurs associats a les diferents BUI.
- 2012: Actualització del pla d'acció, el Cos d'Enginyers de l'exèrcit nord-americà comença el projecte de restauració de l'illa Cat i es draguen 360.000 iardes cúbiques de sediments contaminats amb PCB
- 2013: l'extensió UofW va publicar el full informatiu de l'estat de les BUI a l'àrea de preocupació , el jutge dictamina que totes les empreses que l'EPA considera responsables de la contaminació de PCB han de completar el treball de neteja requerit

### Neteja
Neteja d'emergència anterior: el 1999 i el 2000, l'EPA va supervisar un projecte de dragatge realitzat per algunes de les empreses papereres a unes 3 milles aigües amunt de la desembocadura del riu Fox. Va eliminar 80.000 metres cúbics de sediments contaminats amb PCB, que contenien 3.400 lliures de PCB.
El 2019 marca el 16è any de neteja del baix Green Bay. La neteja del riu estava prevista per a finals de març en funció de les condicions del glaç. El seguiment havia de continuar estudiant els peixos, l'aigua i les concentracions de PCB. Un cop s'hagués completat la neteja inferior de Green Bay, encara es faria un seguiment a llarg termini de tot el riu.

## Galeria
- Imatge del Resourcesat-2 del 31 d'octubre del 2021
- Imatge del Resourcesat-2 del 8 de desembre del 2021
- Imatge del Resourcesat-2 del 13 de desembre del 2021
- Imatge del Resourcesat-2 del 21 de gener del 2022
- Imatge del Resourcesat-2 del 25 de gener del 2022
- Imatge del Resourcesat-2 del 19 de febrer del 2022
- Imatge del Resourcesat-2 del 10 de març del 2022
- Imatge del Resourcesat-2 del 20 de març del 2022
- From Imatge del Resourcesat-2 del 28 de març del 2022
- Imatge del Resourcesat-2 del 29 de març del  2022
- Presa el 10 d'abril, durant l'Expedició 67 de l'Estació Espacial Internacional, el nord és a la dreta de la imatge
- Fotografia presa el 10 d'abril del 2022 durant l'Expedició 67 de l'ISS
- Imatge del Resourcesat-2 del 17 d'abril del 2022
- Imatge del Resourcesat-2 del 15 de maig del 2022